# Chrysosoma parile
Chrysosoma parile är en tvåvingeart som beskrevs av Octave Parent 1931. Chrysosoma parile ingår i släktet Chrysosoma och familjen styltflugor. Inga underarter finns listade i Catalogue of Life.